# 陸龍捲
陸龍捲是大氣科學家霍華德·B·布魯斯坦在1985年為一種與中氣旋無關的龍捲風所創建的術語。《氣象學術語表》將陸龍捲定義為：
口語化表述龍捲風是在其成長階段的母雲以及起源於邊界層的渦度。
母雲不包含預先存在的中級中氣旋。陸龍捲之所以如此命名，是因為它看起來像“陸地上空的佛羅里達群島水龍捲。”

## 特徵
陸龍捲是一種龍捲風，在濃積雲的生長階段形成，通過向上伸展大氣邊界層渦量並進入濃積雲的上升氣流。它們通常比超級單體龍捲風更小、更弱，並且不是由中氣旋或云中預先存在的旋轉形成的。正因為如此，多普勒天氣雷達很少檢測到陸龍捲。
陸龍捲與水龍捲有很強的相似性和發展過程，通常採用半透明和高度層流螺旋管的形式。"它們通常是狹窄的、繩狀的冷凝漏斗，在雷暴雲仍在生長並且沒有旋轉上升氣流時形成"，根據國家氣象局。陸龍捲被認為是龍捲風，因為快速旋轉的空氣柱同時與地表和積雲接觸。並非所有的陸龍捲都是可見的，而且許多是最初在地表旋轉的碎片，然後最終被冷凝和灰塵填滿的。

## 生命週期
形成於中氣旋和上升氣流之下，一個陸龍捲通常持續不到15分鐘，然而它們可以持續更長時間，並造成嚴重損害。
它們通過可識別的形成、成熟和消散階段進行，並在附近發生下沉氣流或顯著降水時趨於衰減。它們可能以線狀或成組的形式形成多個陸港。

## 損害
陸龍捲通常很弱，然而在極少數情況下，陸龍捲風可能與EF3藤田級數龍捲風一樣強大。

## 外部連結
- 维基共享资源上的相關多媒體資源：陸龍捲
- Advanced Spotters' Field Guide
- Online Tornado FAQ （页面存档备份，存于）